# Robert Olsson (fotograf)
Robert Andreas Olsson, född 16 augusti 1877 i Kristianstad, död 1941 i Los Angeles i USA, var en svensk fotograf, regissör och manusförfattare.
Olsson var filmfotograf hos Svenska Biografteatern under bolagets första tid i Kristianstad. Han arbetade senare för Palladiumfilm i Köpenhamn och knöts senare till Kinemacolor i London och via American Kinemacolor kom han slutligen till Hollywood.

## Regi och filmmanus
- 1910 – Emigranten

## Filmfoto
- 1906 – Kung Oscars mottagning i Kristianstad
- 1906 – Lappbilder
- 1906 – Sillfiske i Bohuslän
- 1910 – Bröllopet på Ulfåsa I
- 1910 – Bröllopet på Ulfåsa II
- 1910 – Emigranten
- 1910 – Fänrik Ståls sägner
- 1910 – Emigrant
- 1910 – Värmlänningarne
- 1910 – Regina von Emmeritz och Konung Gustaf II Adolf
- 1911 – Järnbäraren
- 1921 – Carpentier
- 1921 – Elisabet
- 1921 – Fru Mariannes friare
- 1921 – Prins Wilhelms expedition till Central-Amerika
- 1924 – For Woman's Favor[6]

### Fotnoter
1. 1 2  Photographers’ Identities Catalog, Photographers’ Identities Catalog-id: 390270, läst: 9 oktober 2017.[källa från Wikidata]
2. ↑  Befolkningen i Sverige 1840–1947, Arkiv Digital.[källa från Wikidata]
3. ↑  Rotemansarkivet 1878-1926
4. 1 2  Dödsfall Svenska Dagbladet 3 december 1941
5. ↑  ”Robert Olsson”. Svensk Filmdatabas. http://www.svenskfilmdatabas.se/sv/item/?type=person&itemid=57289. Läst 29 december 2019.
6. ↑  "For Woman's Favor" IMDB.com